# Vana-Antsla
Vana-Antsla är en småköping (estniska: alevik) i sydöstra Estland. Den är belägen i Antsla kommun och landskapet Võrumaa, 200 km sydost om huvudstaden Tallinn. Vana-Antsla ligger 86 meter över havet och antalet invånare är 1 468.
’Vana’ är estniska för ”gamla”. Kommunens centralort Antsla ligger 3,5 km söder ifrån Vana-Antsla. Herrgården Vana-Antsla mõis(et) (tyska: Schloß Alt-Anzen) har anor från 1400-talet. 